# Списак генерала и адмирала Југословенске војске: Н и О
Списак генерала и адмирала Југословенске војске (ЈВ) чије презиме почиње на слова Н и Њ, за остале генерале и адмирале погледајте Списак генерала и адмирала Југословенске војске.
напомена:
Генералски, односно адмиралски чинови у ЈВ су били — војвода, армијски генерал (адмирал), дивизијски генерал (вице-адмирал) и бригадни генерал (контра-адмирал). 

### Н
- Јован Наумовић (1879—1945), армијски генерал. Активна служба у ВКЈ престала му је 1940. Преведен у резерву. Реактивиран 1941. Одведен у заробљеништво 1941. године, после рата није наставио службу.
- Михајло Недељковић (1888—1944), пешадијски бригадни генерал. Одведен у заробљеништво 1941.
- Петар Д. Недељковић (1887—1955), пешадијски бригадни генерал.
- Петар Ј. Недељковић (1882—1955), армијски генерал. Одведен у заробљеништво 1941. године, после рата није наставио службу.
- Милан Недић (1877—1946), армијски генерал. Ражалован губитком чина 1941. године.
- Миленко Недић (1874—1923), пешадијски бригадни генерал.
- Милутин Недић (1882—1945), армијски генерал. Одведен у заробљеништво 1941. године.
- Данило Ненадовић (1884—1949), интерндантски бригадни генерал. Активна служба у ВКЈ престала му је 1938.
- Михаило Ненадовић (1876—1934), артиљеријски бригадни генерал.
- Сима Ненадовић (1888—1953), пешадијски бригадни генерал. Активна служба у ВКЈ престала му је 1940. Преведен у резерву. Реактивиран 1941. Одведен у заробљеништво 1941. године, после рата није наставио службу.
- Стеван Нешић (1876—1943), пешадијски бригадни генерал. Активна служба у ВКЈ престала му је 1927.
- Војислав Николајевић (1876—1950), армијски генерал. Активна служба у ВКЈ престала му је 1936. Реактивиран 1941. Одведен у заробљеништво 1941. године, после рата није наставио службу.
- Миливој Николајевић (1861—1936), дивизијски генерал. Активна служба у ВКЈ престала му је 1924.
- Властимир Николић (1869—1942), пешадијски бригадни генерал. Активна служба у ВКЈ престала му је 1929.
- Милан В. Николић (1883—1949), пешадијски бригадни генерал. Активна служба у ВКЈ престала му је 1939. Реактивиран 1941. Одведен у заробљеништво 1941. године, после рата није наставио службу.
- Милан М. Николић (1874—1943), судски бригадни генерал. Активна служба у ВКЈ престала му је 1929. Реактивиран 1929. Пензионисан 1935.
- Милутин Николић (1887—1967), дивизијски генерал. Одведен у заробљеништво 1941. године, после рата није наставио службу.
- др Петар Николић (1874—1954), санитетски бригадни генерал. Активна служба у ВКЈ престала му је 1930.
- Радиша Николић (1879—?), пешадијски бригадни генерал. Активна служба у ВКЈ престала му је 1931. Реактивиран 1941. Одведен у заробљеништво 1941. године, после рата није наставио службу.
- Стојан Николић (1877—1939), пешадијски бригадни генерал. Активна служба у ВКЈ престала му је 1934.
- Љубо Новаковић (1883—1943), артиљеријски бригадни генерал. Прикључио се ЈВуО.

### О
- Милош Обрадовић (1881—1972), артиљеријско-технички генерал. Активна служба у ВКЈ престала му је 1936. После рата наставио службу у ЈНА са чином генерал-потпуковник. Пензионисан 1946.
- Радован Обрадовић (1876—1965), дивизијски генерал. Активна служба у ВКЈ престала му је 1938.
- Милош Ожеговић (1886—1944), пешадијски бригадни генерал. Пензионисан 1942.
- Драгутин Окановић (1872—?), дивизијски генерал. Активна служба у ВКЈ престала му је 1924.
- Мирослав Опачић (1888—1968), инжињеријски бригадни генерал. Прешао у војску НДХ 1941. Пензионисан 1944.
- Селимир Остојић (1875—1931), коњички бригадни генерал. Активна служба у ВКЈ престала му је 1927.